# Supercopa de la CAF 2009
La Supercopa de la CAF 2009 fue la 17.ª edición de la Supercopa de la CAF. El encuentro organizado por la Confederación Africana de Fútbol fue disputado entre el vencedor de la Liga de Campeones de la CAF y el vencedor de la Copa Confederación de la CAF.
El partido se disputó entre el Al-Ahly de Egipto, campeón de la Liga de Campeones de la CAF 2008, y el CS Sfaxien de Túnez, vencedor de la Copa Confederación de la CAF 2008, el encuentro fue disputado en el Estadio Internacional de El Cairo de la ciudad de El Cairo, Egipto, el 6 de febrero de 2009.
Al-Ahly ganó el partido 3–1, ganando su cuarto título de la Supercopa de la CAF, tras los triunfos en 2002, 2006 y 2007.

## Participantes
- Al-Ahly
- CS Sfaxien

## Estadio
| El Cairo                          | El Cairo |
| --------------------------------- | -------- |
| Estadio Internacional de El Cairo | El Cairo |

## Partido
| 6 de febrero de 2009 | Al-Ahly | 2-1     | CS Sfaxien | Estadio Internacional de El Cairo, El Cairo, |                            |
| 12:00                |         | Reporte |            | Árbitro(s): Daniel Bennett                   | Árbitro(s): Daniel Bennett |